# Gare de Bloor
La gare de Bloor est une gare de trains de banlieue à Toronto en Ontario. Elle est desservie par des trains de la ligne Kitchener et des trains d'Union Pearson Express, une liaison rail aéroport entre la gare Union de Toronto et l'Aéroport international Pearson de Toronto. La gare est située sur Bloor Street West, à l'est de Dundas Street West, tout près de la station Dundas West du métro, qui n'est pas directement reliée à la gare.

## Situation ferroviaire
La gare est située à la borne 4 milles (6,4 km) de la subdivision Weston de Metrolinx, entre les gares Union de Toronto et Weston. La subdivision Newmarket de Metrolinx, empruntée par les trains de la ligne Barrie joint la ligne Weston au sud de la gare. Au nord de la gare, la subdivision Galt du Canadien Pacifique qui était parallèle à la subdivision Weston, se dirige vers l'ouest vers Milton. En même temps, la subdivision North Toronto se dirige vers l'est juste au nord de la gare.

## Histoire

### Toronto & Guelph Railway
La Toronto & Goderich Railway Company a été fondée en 1848 pour construire une ligne ferroviaire de Toronto à Guelph, ensuite à Goderich, sur le lac Huron. Le Toronto & Guelph Railway fut incorporé en 1851 pour succéder au Toronto & Goderich avec le pouvoir de construire une ligne seulement jusqu'à Guelph.
Le Toronto & Guelph Railway a fusionné avec cinq autres compagnies ferroviaires en 1854 pour former le Grand Tronc. Le Grand Tronc a ouvert la ligne entre Toronto et Guelph en 1856. Il a prolongé sa ligne vers Stratford en 1856, jusqu'à St. Mary's en 1858, et à Point Edward, près de Sarnia, en 1859.

### Un train de banlieue en évolution
Les trains de voyageurs desservaient la ligne principale du nord depuis sa création. Lorsque le Grand Tronc a été fusionné avec le Canadien National, les trains du CN sillonnaient les voies entre Toronto et London, desservant Guelph, Kitchener et Stratford, et continuant ou reliant à Windsor ou Sarnia. Des correspondances étaient également disponibles vers Chicago via Port Huron ou Détroit. La majeure partie du service était basée sur les interurbains, car Kitchener, Stratford et London restaient bien en dehors de la banlieue de Toronto à l'époque.
Mais l'idée d'exploiter un service de trains de banlieue s'est imposée très tôt. Dans les années 1950, le CN a mis en service un train entre Guelph et Toronto, avec un train vers Toronto le matin et un train vers Guelph l'après-midi. Le 29 avril 1974, GO Transit a lancé un nouveau service entre Toronto et Georgetown, et la gare de Bloor a ouvert ses portes. La ligne Georgetown était la deuxième ligne de trains de banlieue, lancée près de sept ans après la ligne Lakeshore entre Pickering et Oakville. Le Canadien National a continué d'exploiter son train de banlieue entre Guelph et Toronto jusqu'au 14 novembre 1975 avant de l'abandonner, un an et demi après que GO a commencé à exploiter des trains vers Georgetown. La ligne n'a pas connu beaucoup de croissance au début de sa course. Un quatrième train a été ajouté à l'horaire entre 1975 et 1978, mais la ligne restait stable jusqu'en 1990.

### Prolongements
En 2006, le gouvernement provincial de Dalton McGuinty a établi Metrolinx, une agence provinciale chargée à examiner les moyens développer l'infrastructure de transport en commun dans la grande région de Toronto. En été 2007, selon les recommendations de Metrolinx, le gouvernement McGuinty a proposé Transports-action 2020 (MoveOntario 2020), qui comprenait 52 projets d'infrastructure de transport en commun pour les treize prochaines années. Deux projets se trouvaient dans la région de Waterloo en dehors de la région de Toronto : le tramway de la région de Waterloo, et le prolongement de la ligne Georgetown vers Kitchener pour correspondre au futur tramway.
En 2011, Metrolinx a annoncé que la ligne Georgetown serait prolongée vers Kitchener. Deux trains qui étaient en provenance de Georgetown feraient escale dans une installation d'escale temporaire près des voies ferrées principales de Kitchener. Le prolongement a été réalisé pour seulement 18 millions $, une dépense minimale qui limitait le nombre de trains pouvant desservir ce prolongement.
La même année, des travaux majeurs ont amorcé sur la subdivision Weston entre Bramalea et Union. Les travaux comprenaient un saut-de-mouton entre la subdivision Weston et les voies ferrées du Canadien Pacifique réservées aux trains de marchandise. Ces changements visent à augmenter considérablement la vitesse, la fréquence et la fiabilité de la ligne Georgetown, et sont également liés aux travaux supplémentaires pour construire la navette ferroviaire aéroportuaire Union Pearson Express. Bien que ces changements aient nécessité le remplacement de trains de mi-journée entre Union et Bramalea par des bus, le service de trains de mi-journée serait restauré en vue des Jeux panaméricains de 2015, possiblement offrant un service toutes les heures hors pointe entre Union et Mount Pleasant.
En octobre 2021, Metrolinx a lancé deux trajets quotidiens en semaine, l'un partant de London tôt le matin, et l'autre depuis Toronto en soirée, ce qui constitue un projet pilote pour desservir les villes du sud-ouest de l'Ontario. Le trajet entre London et Toronto prend environ quatre heures.

### Accès au métro
Pendant de nombreuses années, il s'agissait d'une gare sans personnel avec deux quais en plein air reliées à deux séries d'escaliers menant à Bloor Street. Bien que la gare soit située à proximité de la ligne 2 du métro de Toronto à Dundas West, la correspondance était peu pratique, nécessitant une longue marche.
Des propositions de construction d'une deuxième sortie vers Dundas West reliant directement à la gare ont fait surface vers 2002, mais ont été bloquées par les propriétaires de Crossways, un complexe résidentiel de grande hauteur avec un centre commercial situé entre Dundas Street et les voies ferrées, au nord de Bloor Street. L'emplacement des quais du métro signifiait que le tunnel entre le quai du métro et la gare devait occuper une partie de la propriété de Crossways. Malgré les avantages potentiels de la construction d'un lien direct entre le centre commercial, la station de métro et la gare, la direction de Crossways demeurait hostile au projet. Les négociations traînent en longueur, entravées par les changements de propriétaire de l'immeuble. Lorsque la liaison rail aéroport UP Express entre l'aéroport Pearson et Union a été mise en service en juin 2015, la gare a été considérablement améliorée, mais la correspondance vers le métro est resté sur Bloor Street. En septembre 2017, Metrolinx a annoncé son intention d'exproprier la propriété du groupe immobilier afin de concrétiser la construction de la deuxième sortie et l'accès au métro. La construction devrait commencer une fois les querelles juridiques résolues.

## Service aux voyageurs

### Accueil
La billetterie de la gare de Bloor est rouverte après la fermeture pendant la pandémie. La billetterie est ouverte en semaine entre 5h40 et 13h15, et en fin de semaine entre 9h10 et 16h45. Il existe plusieurs options de libre-service à la gare, y compris un distributeur de billets pour acheter un billet papier, un distributeur de billets Presto pour charger la carte Presto. En outre, les clients peuvent acheter un billet électronique GO avec leur téléphone intelligent. Les clients peuvent également utiliser le valideur de billets avec une carte de crédit sans contact ou un portefeuille mobile. Depuis l'ambassadeur de la gare GO, les clients peuvent configurer un type de tarif ou un trajet par défaut pour leur carte Presto.
La gare est équipée d'une salle d'attente, de toilettes, de Wi-Fi, d'un débarcadère, d'un téléphone payant, et d'un abri de quai chauffé. Cette gare est accessible aux fauteuils roulants.
La carte Presto n'est pas acceptée pour le trajet au-delà de la gare de Kitchener. Les passagers qui prennent un train vers Stratford, St-Marys ou London doivent acheter un billet sur le site web de GO Transit, et valider le billet dans leur téléphone cellulaire.

### Desserte
Les trains de la ligne Kitchener desservent la gare toutes les heures en semaine, sauf les heures de pointe en sens inverse. Aucun service de train de Kitchener n'était assuré à cette gare pendant les fins de semaine, jusqu'au 8 avril 2023, date à laquelle cette gare est desservie par des trains de week-end toutes les heures entre Union et Mount Pleasant.
La liaison rail aéroport Union Pearson Express entre la gare Union de Toronto et l'aéroport Pearson dessert la gare toutes les 15 minutes, toute la journée, tous les jours. Le premier train en direction de l'aéroport est à 5h03 en semaine, et à 6h08 en fin de semaine. Le dernier train en direction de l'aéroport est à 23h08 tous les soirs. Le premier train en direction de la gare Union est à 5h44 en semaine, et à 6h44 en fin de semaine. Le dernier train en direction d'Union est à 23h44 tous les soirs

### Intermodalité
Bien que la correspondance vers le métro, les tramways et les autobus soit disponible, la gare n'est pas directement reliée à la station de métro Dundas West. Les passagers peuvent correspondre au métro, au tramway, ou à l'autobus à 5 minutes de marche sur Bloor Street.
La station Dundas West est desservie par la ligne 2 Bloor-Danforth du métro, les lignes de tramway 504A King et 505 Dundas, les lignes d'autobus 40 Junction-Bloor West et 168 Symington, ainsi que la ligne d'autobus communautaire 402 Parkdale. Lorsque le métro est fermé, les lignes de tramway de nuit 304 King et 306 Carlton, ainsi que les lignes de bus de nuit 300 Bloor-Danforth et 312 St. Clair-Junction desservent la station.
Les passagers de GO Transit et d'UP Express qui correspondent au métro, au tramway, ou à l'autobus de la Commission de transport de Toronto doivent payer le tarif séparément car les tarifs ne sont pas intégrés.